# MAC Football Championship Game 2017
Das Marathon MAC Football Championship Game 2017 war das Endspiel um die Meisterschaft im American Football in der Mid-American Conference der Saison 2017. Es traf der Sieger der East Division, die Akron Zips, auf den Sieger der West Division, die Toledo Rockets. Die Rockets besiegten die Zips mit 45:28. Das Spiel fand am 2. Dezember 2017 im Ford Field in Detroit, Michigan statt.

## Der Weg nach Detroit

### Toledo Rockets
Nachdem in den vorangegangenen sieben Saisons das Championship Game sechs Mal nur knapp verpasst wurde, galten die Rockets in der Saison 2017 als großer Favorit für die West Division im Championship Game zu spielen, einen Erfolg den die Rockets zuletzt 2004 erreichten. Nach einem 47:13-Sieg über das FCS-Team aus Elon erfolgten zwei Siege über FBS-Teams. Im vierten und letzten Non-Conference-Spiel trafen die Rockets auf die Miami Hurricans, gegen die sie zur Halbzeit auch mit 16:10 führten. In der zweiten Halbzeit änderte sich jedoch das Momentum und das Team aus Florida brachte mit dem Ergebnis von 30:52 den Rockets ihre erste Saisonniederlage. Es folgten fünf Conference-Siege in Folge, darunter auch ein 48:21-Sieg gegen den späteren Championship-Gegner aus Akron. Es folgte jedoch ein Rückschlag, als die Rockets im zehnten Saisonspiel mit 10:38 den Ohio Bobcats unterlagen. Nach Siegen über die Western Michigan Broncos und den Rivalen aus Bowling Green beendeten die Rockets erstmals seit 2000 die Saison mit zehn Regular-Season-Siegen und gewannen damit die West Division.

### Akron Zips
Die Zips begannen die Saison schlecht,
nachdem sie nur eines ihrer vier Non-Conference-Spiele gewannen. In den Conference-Spielen wurden sie dann jedoch erfolgreich und nachdem sie drei ihrer vier letzten Spiele gewannen, darunter auch das für einen möglichen Tie-Breaker wichtige Spiel gegen Ohio, qualifizierten sie sich als Sieger der East Division mit einer 7-5-Bilanz (6-2 MAC) für das Championship Game.

## Spielverlauf
Nach einem 48-Yard-Punt-Return von Toledos Danzel McKinley-Lewis fand Logan Woodside mit einem 27-Yard-Pass Diontae Johnson für den ersten Touchdown des Spiels. Toledo verpasste zu Ende des ersten Viertels die Möglichkeit ihre Führung auszubauen, nachdem Kicker Jameson Vest ein 33-Yard-Field-Goal rechts dabeben schoss. Nachdem Toledo durch einen gefumbleten Snap den Ball verlor, übernahm Akron an Toledos 38-Yard-Linie. Von dieser Position konnten die Zips bis an Toledos 20-Yard-Linie kommen. Von dort warf Thomas Woodson einen 20-Yard-Touchdown auf Tight End Kobie Booker. Der Touchdown wurde jedoch wegen einer Illegal-Formation-Strafe zurückgenommen und nach einer weiteten Strafe wegen eines False Start wollte Akron durch ein 42-Yard-Field-Goal den Rückstand verringern. Tom O’Learys Kick wurde jedoch von Toledos Nate Childress geblockt und von Josh Teachey bis zu Akrons 34-Yard-Linie getragen. Nach drei Spielzügen lief Runningback Terry Swanson in die Endzone zum Touchdown. Wenige Minuten später fan Woodside erneut Johnson in der Endzone. Dieser Touchdown wäre beinahe nicht zustande gekommen, da Johnson drei Spielzüge zuvor den Ball fumblete. Akron konnte den Fumble jedoch nicht erobern, sondern der Ball rollte ins Aus, so dass Toledo in Ballbesitz geblieben war. Akrons folgender Drive endete jedoch, als Woodson von Trevon Mathis interceptet wurde. Auch Woodside warf im nächsten Drive eine Interception zu Ulysees Gilbert III, welche jedoch keine Wirkung hatte, da Akron nach nur drei Spielzügen bereits wieder punten musste. Woodside konnte acht Sekunden vor Ende des zweiten Quarters Jon’Vea Johnson für einen 27-Yard-Touchdown finden und so für den Halbzeitstand von 28:0 für Toledo sorgen.
Die zweite Halbzeit eröffnete Toledo mit einem langen Drive, der jedoch endete, nachdem Swanson beim Versuch den Ball über die Goalline zu strecken fumblete. Akron konnte daraus jedoch keinen Gewinn schlagen und musste punten. Der Punt war jedoch schlecht und ging nur über 24 Yards, so dass Toledo ein kurzes Feld vor sich hatte. Der folgende Drive Toledos endete mit einem 47-Yard-Field-Goal von Vest. Es folgte ein weiterer Touchdownpass von Woodside, diesmal auf Shakif Seymour. 30 Sekunden vor Ende des dritten Viertels konnte Akron dann die ersten Punkte erzielen, nachdem Manny Morgan einen 7-Yard-Touchdown-Lauf hinlegte. Nachdem Jordan George einen Pass von Woodside interceptete, fand Akrons Quarterback Kato Nelson Austin Wolf über 29 Yards für den zweiten Touchdown von Akron. Seymour fumblete den Ball beim nächsten Drive Toledos. Doch bereits beim nächsten Spielzug konnte Toledo den Ball zurückgewinnen, als Nelson nach einem Sack von Ola Adeniyi den Ball fumblete und Toledos Marquise Moore den freien Ball eroberte. Beim folgenden Spielzug lief Swanson über 54 Yards für seinen zweiten Touchdown des Spiels. Im folgenden Drive Akrons wurde Toledos Linebacker Aydeni nach einem Hit gegen Nelson wegen Targetings vom Spiel ausgeschlossen. Touchdownpässe von Nelson auf Kwadarrius Smith zum Ende dieses Drives und von Robbie Kelley auf Booker 20 Sekunden vor Spielende verkürzten auf 45:28. Den anschließenden Onside Kick Akrons konnte Toledo sichern und das Spiel mit einem Quarterback Kneel beenden.

## Statistik
|                        | Akron | Toledo |
| ---------------------- | ----- | ------ |
| 1st Downs              | 20    | 26     |
| 3rd Down Conversion    | 6-18  | 4-11   |
| 4th Down Conversion    | 1-3   | 1-1    |
| Total Yards            | 396   | 561    |
| Erworfene Yards        | 283   | 307    |
| Comp-Att               | 18-42 | 23-37  |
| Yards je Pass          | 6,7   | 8,3    |
| Erlaufene Yards        | 113   | 254    |
| Laufversuche           | 33    | 38     |
| Yards je Lauf          | 3,4   | 6,5    |
| Strafen                | 3-25  | 4-43   |
| Turnovers              | 2     | 5      |
| Interceptions geworfen | 1     | 2      |
| verlorene Fumbles      | 1     | 3      |
| Zeit im Ballbesitz     | 27:58 | 32:02  |
| Quelle:                |       |        |

## Ehrungen
Toledos Senior-Quarterback Logan Woodside wurde für seine 307 erworfenen Yards und seinen vier geworfenen Touchdowns zum Offensive Player of the Game (Offense-Spieler des Spiels) gewählt und Sophomore-Punt-Returner Denzel McKinley-Lewis wurde durch seine 66 Yards durch das zurücktragen von Punts, ein neuer Rekord für das MAC Football Championship, zum Special Teams Player of the Game (Special-Teams-Spieler des Spiels) gewählt. Akrons Junior-Linebacker Ulysees Gilbert III wurde nach zehn Tackles und einer Interception zum Defensive Player of the Game (Defense-Spieler des Spiels) gewählt.